# Chetogena caridei
Chetogena caridei là một loài ruồi trong họ Tachinidae.